# Estación Los Canelos
Los Canelos es una estación de la Línea 2 del Biotrén, en el subramal Concepción-Curanilahue. Se ubica en la comuna de Coronel, en el sector Lagunillas, frente a la calle Los Canelos. Fue inaugurada el 15 de febrero de 2016. 

## Tiempos de recorrido
En la actualidad, los tiempos de recorrido desde esta estación a:
- Estación Intermodal Concepción: 32 Minutos
- Estación Intermodal El Arenal: 61 Minutos (incluyendo combinación L2|L1)
- Estación Intermodal Chiguayante: 50 Minutos (incluyendo combinación L2|L1)
- Estación Intermodal Coronel: 10 Minutos
- Estación Terminal Hualqui: 67 Minutos (incluyendo combinación L2|L1)
- Estación Terminal Mercado: 65 Minutos (incluyendo combinación L2|L1)
- Estación Lomas Coloradas: 12 Minutos